# Жан Дьєдонне
Жан Алекса́ндр Ежен Дьєдонне (фр. Jean Dieudonné; 1 липня 1906, Лілль — 29 листопада 1992, Париж) — французький математик, займався дослідженнями в абстрактній алгебрі, алгебраїчній геометрії і функціональному аналізі. Відомий тим, що безпосередньо причетний до псевдоніму групи Ніколя Бурбакі й до проєкту Гротендіка Елементи геометричного підходу алгебри, як дослідник історії математики, зокрема, в області функціонального аналізу та алгебраїчної топології. Його робота у класичних групах (книга  La Géométrie des groupes classiques була опублікована в 1955 році), і в формальних групах, включно з тим, що зараз називається модулі Дьєдонне, дуже вплинула на ці області.
Дьєдонне народився і виріс у Ліллі, також перебував у Англії, де почав вивчати алгебру. В 1924 році був прийнятий у Вищу нормальну школу, де Андре Вейль був його однокласником. В цей час починає працювати в комплексному аналізі. У 1934 році він став учасником групи normaliens, яка була створена Вейлем та стала «Бурбакі».

## Освіта та навчання
Дьєдонне служив в французькії армії під час Другої світової війни, а потім викладав у Клермон-Феррані до звільнення Франції. Після Університету Сан-Паулу (1946—47), і Мічиганського університету (1952—53), в 1953 році, перш ніж повернутися до Франція, як член-засновник Інституту вищих наукових досліджень, науковець перейшов у відділ математики в Північно-Західному університеті. В 1964 році він переїхав до Університету Ніцци, щоб заснувати департамент математики. В 1968 році, уже будучи у відставці, Дьєдонне був обраний як член Академії наук.

## Кар'єра
Дьєдонне написав більшу частину текстів серії Бурбакі, великий об'єм алгебраїчної геометрії серії «Елементи геометричного підходу алгебри», і дев'ять томів свого власного Traite d'Analyse. Перше видання TRAITE — це французька версія книги Основи сучасного аналізу (1960), що стала підручником з функціонального аналізу.
Він також написав окремі монографії з Числення нескінченно малих величин, Лінійної алгебри та елементарної геометрії, теорії інваріантів, комутативної алгебри, алгебраїчної геометрії і формальних груп.
Разом з Лораном Шварцом керував ранніми дослідженнями Гротендіка; пізніше з 1959 по 1964 був в Інституті вищих наукових досліджень поряд з Гротендіком, а також співпрацював у дослідницькій роботі, необхідній для підтримки проекту перегляду основ алгебричної геометрії.

## Вибрані видання
- Sur les groupes classiques. Paris: Hermann. 1948.[4]
- Dieudonné, Jean (1955), La géométrie des groupes classiques, Ergebnisse der Mathematik und ihrer Grenzgebiete (N.F.), Heft 5, Berlin, New York: Springer-Verlag, ISBN 978-0-387-05391-2, MR 0072144, архів оригіналу за 13 листопада 2013, процитовано 12 квітня 2016[5]
- 9 volumes of Éléments d'analyse (1960—1982), éd. Gauthier-Villars[6]
  - Foundations of Modern Analysis. Academic Press. 1960.[7]
- Algèbre linéaire et géométrie élémentaire. Hermann. 1964.; Eng. trans: Linear algebra and geometry. 1969.
- The work of Nicolas Bourbaki. Amer. Math. Monthly. 77: 134—145. 1970. Архів оригіналу за 13 липня 2015. Процитовано 12 квітня 2016.
- Dieudonné, Jean A.; Carrell, James B. (1971), Invariant theory, old and new, Advances in Mathematics, Boston, MA: Academic Press[en], 4: 1—80, doi:10.1016/0001-8708(70)90015-0, ISBN 978-0-12-215540-6, MR 0279102 (a reprint of Dieudonné, Jean A.; Carrell, James B. (1970), Invariant theory, old and new, Advances in Mathematics, 4: 1—80, doi:10.1016/0001-8708(70)90015-0, ISSN 0001-8708, MR 0255525)
- Historical development of algebraic geometry (PDF). Т. 79, № 8. Oct 1972. с. 827—866. doi:10.2307/2317664. Архів оригіналу (PDF) за 3 березня 2016. Процитовано 12 квітня 2016. {{cite book}}: Проігноровано |journal= (довідка)
- Introduction to the theory of formal groups. Dekker. 1973.
- Cours de géométrie algébrique I. P.U.F. 1974.;[8] Eng. trans: History of Algebraic Geometry. Wadsworth Inc. 1985.
- Cours de géométrie algébrique II. P.U.F. 1974.[8]
- Dieudonné, Jean Alexandre (1982), A panorama of pure mathematics, Pure and Applied Mathematics, т. 97, London: Academic Press Inc. [Harcourt Brace Jovanovich Publishers], ISBN 978-0-12-215560-4, MR 0478177, архів оригіналу за 13 травня 2016, процитовано 12 квітня 2016[9]
- Dieudonné, Jean (1981), Choix d'œuvres mathématiques. Tome I (French) , Paris: Hermann, ISBN 978-2-7056-5922-6, MR 0611149
- Dieudonné, Jean (1981), Choix d'œuvres mathématiques. Tome II (French) , Paris: Hermann, ISBN 978-2-7056-5923-3, MR 0611150
- History of functional analysis. North-Holland. 1981. Архів оригіналу за 24 червня 2016. Процитовано 12 квітня 2016.[10]
- Pour l'honneur de l'esprit humain: les mathématiques aujourd'hui. Hachette. 1987.
- A History of Algebraic and Differential Topology 1900-1960. Birkhäuser Boston. 1988. Архів оригіналу за 12 травня 2016. Процитовано 12 квітня 2016.
- Mathematics - the music of reason. Springer. 1992. Архів оригіналу за 4 липня 2014. Процитовано 12 квітня 2016.

## Книги російською мовою
- Дьёдонне Ж. Основы современного анализа. М.: Мир, 1964
- Дьёдонне Ж. Линейная алгебра и элементарная геометрия. М.: Наука, 1972
- Дьёдонне Ж. Геометрия классических групп М.: Мир, 1974
- Дьёдонне Ж., Керрол Дж., Мамфорд Д. Геометрическая теория инвариантов. М.: Мир, 1974